# Čantavir
Čantavir  (cyr. Чантавир, węg. Csantavér) – wieś w Serbii, w Wojwodinie, w okręgu północnobackim, w mieście Subotica. W 2011 roku liczyła 6591 mieszkańców.